# Radamés Lattari
Radames Lattari (Rio de Janeiro, 15 luglio 1957) è un allenatore di pallavolo brasiliano.

## Carriera
Iniziò ad allenare a 26 anni, nella squadra di massima divisione brasiliana del CRB Macejò. Contemporaneamente ricoprì anche il ruolo di vice-allenatore nella Nazionale femminile verdeoro. Allenò squadre maschili e femminili, sempre ai vertici dei rispettivi campionati nazionali, fino al 1990, anno in cui allenò i portoghese del Leixos. Esordì nel campionato italiano nel 1992-93, quando fu ingaggiato dalla Banca Popolare di Sassari Sant'Antioco, prima squadra sarda a raggiungere il campionato di A1 nel 1993-94.
Tornato in patria nel 1995, ricoprì per due anni il ruolo di supervisore della Nazionale femminile; nel 1997 fu scelto come commissario tecnico della Nazionale maschile, che si confermò negli anni del suo mandato una delle più forte formazioni al mondo: con essa Lattari raggiunge numerosi trofei. Nel 2001 lasciò la panchina per rivestire il ruolo di direttore tecnico delle Nazionali brasiliane. Nel 2002 ricoprì il ruolo di vicepresidente e direttore esecutivo del Flamengo, su suggerimento del famoso calciatore brasiliano Zico. Ritornò in Italia nel 2005, ingaggiato dall'Itas Diatec Trentino. Rimase al comando della formazione biancorossa per due stagioni; dal 16 novembre 2007 al 20 novembre 2008 è stato allenatore del Taranto Volley, avendo seguito la squadra anche dopo il trasferimento a Martina Franca. Pochi giorni dopo l'esonero viene ingaggiato da un'altra squadra pugliese, la Materdomini Volley, che milita nel campionato di A1. Dal 2015 è dirigente della federazione pallavolistica brasiliana, dal 2023  è presidente della federazione pallavolistica brasiliana

## Palmarès
Campionato sudamericano: 1997, 1999

 Grand Champions Cup: 1997

 Coppa America: 1998, 1999